# スターむりむりショー
『スターむりむりショー』は、1974年4月3日から同年9月25日まで日本テレビ系列局で放送されていた日本テレビ製作のバラエティ番組である。全26回。放送時間は毎週水曜 19:00 - 19:30 （日本標準時）。制作は日本テレビとビデオワーク。
毎回3組から4組のゲスト歌手たちが歌を披露し、賞品を貰えるゲームに挑戦していた公開番組。収録は日本工学院専門学校蒲田キャンパスに併設されているホールで行われた。

## 出演者
プリン・高井・松原の3人は、当時「横山プリンとアラモード」というグループを組んで活動していた。
- 徳光和夫（当時日本テレビアナウンサー）
- 由美かおる
- 横山プリン（横山プリンとアラモード）
- 高井ギャラ（横山プリンとアラモード）
- 松原秀樹（横山プリンとアラモード）
- 高橋達也と東京ユニオン(演奏)
- 宮間利之とニューハード(演奏)

## 主題歌
「ジャンポ」
作詞：伊藤アキラ / 作曲：森田公一 / 歌：由美かおる
この曲は、由美のシングルレコードとしてリリースされた。番組はこの曲の替え歌を募集していた。採用された作品はオープニング後半で由美が歌った。B面曲の「ドン・ズバ」も、インストゥルメンタル版が番組ゲーム中のBGMに使われており、一時期はオープニングテーマにもなっていた。

## 放送リスト
| 回 | 放送日 （1974年） | サブタイトル                              |
| -- | ----------------- | ----------------------------------------- |
| 1  | 4月3日            | アッ！研ナオコの頭の上でバケツが…!?       |
| 2  | 4月10日           | 森昌子、25万円のダイヤモンド獲得！        |
| 3  | 4月17日           | 桜田淳子ゆかた姿で大奮闘！                |
| 4  | 4月24日           | 危い西城秀樹むりむり五種競技に挑戦！      |
| 5  | 5月1日            | エッ！山口百恵…ヤカンのデート!?           |
| 6  | 5月8日            | 森田健作、夏木マリ ダイヤの対決!!         |
| 7  | 5月15日           | 悪役プリン、花の浪花で大あばれ!!          |
| 8  | 5月22日           | 野口、天地、西城揃いむりむり決定版！      |
| 9  | 5月29日           | 岡崎友紀もびっくり！城みちる着物を剥ぐ    |
| 10 | 6月5日            | 五郎、真理、むりむりマジック大爆笑！      |
| 11 | 6月12日           | 前川清、乙女の診察室でメッタ切り！        |
| 12 | 6月19日           | 西城秀樹、女性軍に大苦戦！                |
| 13 | 6月26日           | ちびっ子コンピューター占い大当り！        |
| 14 | 7月3日            | ヤングのアイドル、名古屋へ勢ぞろい！      |
| 15 | 7月10日           | 森進一、女性ファン熱狂の大ハッスル!!      |
| 16 | 7月17日           | ちあき、ぴんから、チビッコにメッタ切り！  |
| 17 | 7月24日           | あいざき進也、みごとに変身！              |
| 18 | 7月31日           | 野口五郎、ダイヤに三たび挑戦！            |
| 19 | 8月7日            | 殿キン、三善英史、スイカで大苦戦          |
| 20 | 8月14日           | 和田アキ子、タッチリレーで大ハッスル!!    |
| 21 | 8月21日           | 五木ひろし、名コンダクターに挑戦！        |
| 22 | 8月28日           | 西城秀樹、ゴルフと釣りに大ハッスル！      |
| 23 | 9月4日            | 南沙織もときめく恋人占い                  |
| 24 | 9月11日           | アイドル対抗戦！秀樹百恵ファン大激突      |
| 25 | 9月18日           | 中条きよし、森昌子 うそ？ホント？大接戦！ |
| 26 | 9月25日           | 小柳ルミ子、風吹ジュン美しい女の戦い！    |

参考：『読売新聞縮刷版』読売新聞社、1974年4月3日 - 同年9月25日付のラジオ・テレビ欄。
| 日本テレビ系列 水曜19:00枠                                     | 日本テレビ系列 水曜19:00枠                            | 日本テレビ系列 水曜19:00枠                             |
| 前番組                                                         | 番組名                                                | 次番組                                                 |
| -------------------------------------------------------------- | ----------------------------------------------------- | ------------------------------------------------------ |
| スーパーロボット レッドバロン （1973年7月4日 - 1974年3月27日） | スターむりむりショー （1974年4月3日 - 1974年9月25日） | 新・底ぬけ脱線ゲーム （1974年10月2日 - 1977年9月28日） |